# Fall Line Studios
Fall Line Studios est un studio de développement de jeux vidéo créé en novembre 2006 par Disney Interactive Studios, filiale de la Walt Disney Company. Ce studio est basé à Salt Lake City, Utah, comme un autre studio de jeux vidéo de Disney, Avalanche Software.
La production de ce studio est tournée vers les jeux basés sur les personnages Disney, les émissions de télévision et autres productions de loisirs de Disney, exclusivement pour les consoles de Nintendo : Nintendo DS et Wii.
Ce studio a participé à la conception du site internet DGamer.
En raison de cette proximité géographique, le studio Fall Line a fusionné avec Avalanche Software en 2009.

## Jeux vidéo
- 2008 : Le Monde de Narnia : Le Prince Caspian (DS)
- 2009 : Hannah Montana: Music Jam (DS)
- 2009 : Ultimate Band (Wii, DS)